# Louis Anquetin
Louis Anquetin (Étrépagny, 26 gennaio 1861 – Parigi, 19 agosto 1932) è stato un pittore francese.

## Biografia
Figlio unico di Émile Auguste Anquetin e di Félicité Céline Rose Chauvet, Louis Anquetin nacque in una famiglia di macellai benestanti..  Attirato assai presto dal disegno, dopo il diploma al liceo Corneille di Rouen e il servizio di leva, convinse i genitori a sostenere la sua vocazione artistica. Si trasferì così a Parigi e nel 1882 entrò dapprima nell'atelier di Léon Bonnat, per passare un anno dopo nello studio di Fernand Cormon, dove restò per quattro anni.
Anquetin si trovò a vivere l'inizio del periodo delle grandi innovazioni, entrando in contatto con i più famosi protagonisti, in una Parigi che era un crogiolo di idee nuove, culla dell'arte moderna e di tutti i suoi futuri sviluppi. La sua carriera iniziò infatti a fianco di artisti d'avanguardia, come Van Gogh, Toulouse-Lautrec e Émile Bernard di cui divenne particolarmente amico. Conobbe Monet e, nel 1885, "scoprì" l'Impressionismo.
 
Frequentò Seurat e apprese la tecnica del divisionismo. Nel frattempo esponeva, con Lautrec e Bernard, nei ritrovi e nei caffè, come il Café du Tambourin, in Boulevard de Clichy. 

Nel 1887 incontrò Signac e, con Émile Bernard, ne seguì le orme sulla via del divisionismo-puntillismo. Poi, una serie di osservazioni sugli effetti cromatici, nonché un continuo ripensamento delle varie teorie, lo spinsero a prendere in considerazione le idee di Édouard Dujardin, di segno opposto a quelle divisioniste. Lo stesso Dujardin, vedendo le opere di Anquetin esposte al Salon degli Indipendenti del 1888, attribuì pubblicamente a lui la paternità del "cloisonnisme". Anquetin conobbe allora un periodo di grande popolarità.
L'anno seguente le sue tele, come quelle di molti altri, vennero respinte dalla commissione per l'Expo di Parigi del 1889. Anquetin si trovò così fra coloro che si definirono "i rifiutati" e con loro espose al Caffè Volpini che si trovava comunque nel recinto dell'Expo. I suoi quadri comparvero a fianco di quelli di Paul Gauguin, Charles Laval, Émile Bernard, Émile Schuffenecker, Charles Filiger e altri.
Ricevette persino un elogio esplicito da parte di Félix Fénéon.
Era quella, senza dubbio, una felice stagione di transizione, e quindi di grandi fervori, di contrasti e di entusiasmi, di un intenso fiorire di idee e teorie. Mentre il mondo dell'arte accademica moriva, da mille esperienze nasceva l'arte contemporanea. In quegli anni, assieme a Lautrec, divenne un assiduo frequentatore del Moulin Rouge.
Sentì il bisogno di rifarsi ad una realtà più concreta. Smise di esporre e si dedicò alla ricerca, sia sulla composizione chimica e la preparazione dei colori, sia sull'anatomia, frequentando il laboratorio del professor Arroux.
Nel 1894, in compagnia di Lautrec e di Joseph Albert fece un viaggio nei Paesi Bassi. Al ritorno il suo stile si addolcì, divenne più conciliante, in un tentativo di recuperare la chiarezza di una seppur contenuta classicità. È probabile che su di lui abbia influito l'opera di Rubens i cui lavori aveva avuto modo di apprezzare pienamente in terra fiamminga.

Divenne amico di Paul Fort, di Stuart Merrill, di Paul Margueritte e di Armand Point.
A 45 anni, nel 1906, Anquetin sposò Berthe Coquinet, vedova di un ufficiale. Prese alloggio in una bella casa, circondato dai suoi allievi, cui raccomandava sempre, ma con scarso successo, "un ritorno al mestiere", cioè un recupero delle tecniche pittoriche classiche e di impostazione dei quadri.
Dal 1908 al 1921 s'impegnò con la Manifattura dei Gobelins e con quella di Beauvais, per le quali produsse numerosi cartoni per tappezzerie.
Ridusse la produzione di quadri e fece parte di gruppi anarchici della cerchia di Zo d'Axa, Jean Grave e Octave Mirbeau. Scrisse sui loro giornali e sposò cause non sempre convincenti. Forse tutto ciò  lo allontanò dai tanti amici.
Nell'agosto del 1932 Louis Anquetin morì, dimenticato quasi da tutti. Aveva vissuto 71 anni.

Durante i suoi ultimi giorni Émile Bernard, l'amico di sempre, gli fece visita e lo ritrasse in un disegno commovente. Dopo la sua scomparsa Bernard scrisse dietro il ritratto questa dedica: "A Louis Anquetin, a testimonianza della mia più profonda ammirazione".

## Opere

### Dipinti
- 1885 -   Paesaggio con tre alberi
- 1887 -   Autoritratto equestre

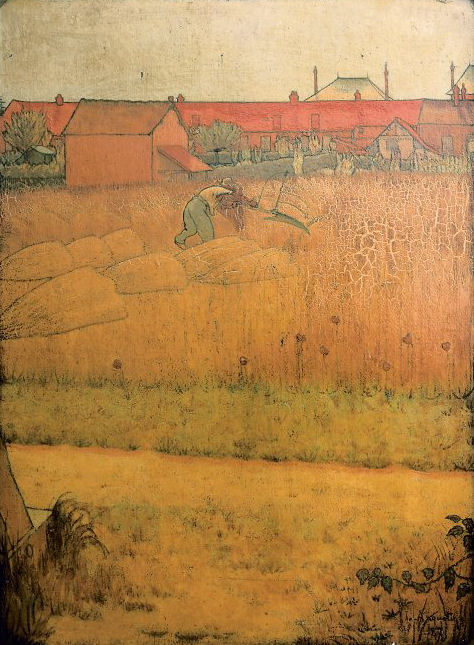
Il falciatore

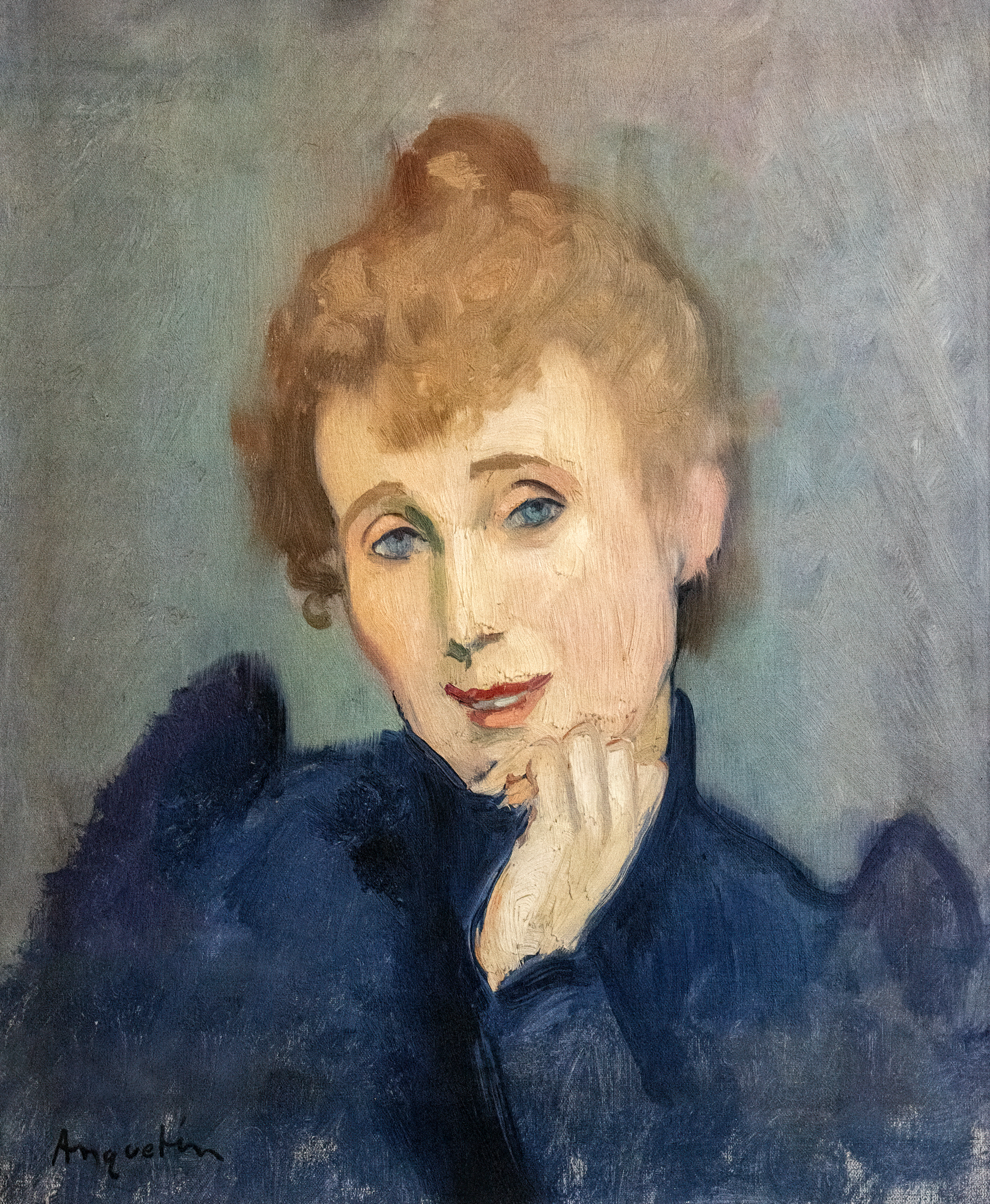
Ritratto di Yvette Guilbert

- 1887 -   L'Avenue de Clichy, alle cinque di sera
- 1889 -   Donna sul bordo dell'acqua
- 1889 -   Donna alla toeletta
- 1889 -   Il Rond Point degli Champs Elysés  - Museo dipartimentale Maurice Denis « Le Prieuré » a Saint-Germain-en-Laye.
- 1890 -   Giovane seminuda
- 1891 -   Donna con l'ombrellino - Collezione privata.
- 1891 -   Per la strada
- 1891 -   Busto di ragazza
- 1891 -   Profilo di donna
- 1891 -   Il Ponte dei Saints-Pères
- 1891 -   Ritratto di Zo d'Axa
- 1892 -   Donna ridente
- 1892 -   Il bevitore
- 1893 -   Al Moulin Rouge
- 1893 -  Ritratto di Yvette Guilbert
- 1893 -   La Corsa
- 1893 -   Ritratto di Paul Napoléon Roinard - Museo di Belle arti, Rouen
- 1897 -   L'Aurora - grande tela.
- 1899 -   Il Combattimento - grande tela.
- 1899 -   Le tre Grazie - National Gallery.
- 1901 -   Ritratto dei fratelli Margueritte - Museo di Algeri.
- 1901 -   Ritratto di Balzac - pannello per la parete nord della Sala delle feste del Municipio di Tours, poi sostituito da una tela di F. Schommer.
- 1901 -   Ritratto di Descartes - idem, inserito nel 1907,  poi sostituito da una tela di F. Schommer.
- 1901 -   Ritratto di Rabelais - idem, inserito nel 1907,  poi sostituito da una tela di F. Schommer.
- 1901 -   Ritratto di Alfred de Vigny - idem, inserito nel 1907,  poi sostituito da una tela di F. Schommer.
- 1907 -   Ritratto di Andrée Mégard - attrice francese.
- 1910 -   Fauno e ninfa
- 1911 -   Donna allo specchio
- 1911 -   Leda
- 1913 -   Maggie
- 1914 -   Nel Parco
- 1928 -   Donna per la strada
- N.D. -   La donna col gatto
- N.D. -   L'Attore
- N.D. -   Baccante addormentata  - Parigi,  Museo del Petit Palais.

### Stampe
- 1893 -  Cavalier Louis XIII
- 1893 -  Don Quisciotte e Sancio
- 1894 -  Il Corso

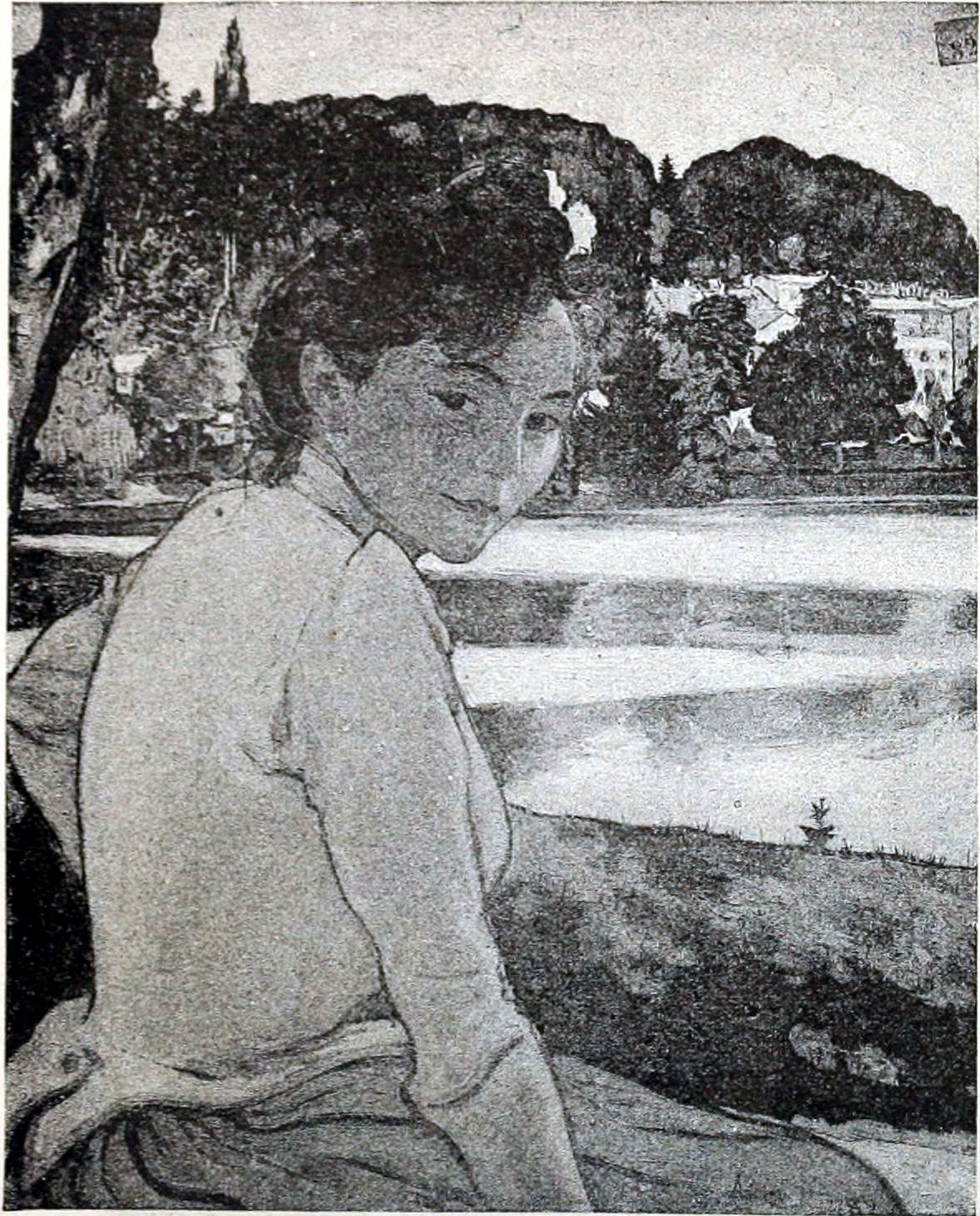
Ragazza in un paesaggio

- 1894 -  Anquetin pittore, 10 rue Clauzel
- 1894 -  L'alzata
- 1895 -  Ritratto di Paul Verlaine
- 1898 -  Un Canter  (piccolo galoppo)

### Manifesti
- 1890 -  Marguerite Dufay,  litografia.

### Scenografie
- 1897 - Teatro Antoine,  sipario di scena: L'Aurora
- 1917 - Gémier

### Cartoni per tappezzerie
- 1911 - La Borgogna
- 1911 - I Cigni - Manifattura dei Gobelins.
- 1914 - La Normandia
- 1918 -  La Guerra,  allegorie per tappezzerie, Manifattura di Beauvais
- 1921 - Il ritorno - Manifattura di Beauvais
- N.D. - Un tappeto per la Manifattura dei Gobelins

## Libri
- 1924 - "Rubens" - Edizioni Nilson
- 1970 - "Sull'arte" - Manoscritti pubblicati da Camille Versini per le "Nouvelles Éditions latines", Parigi

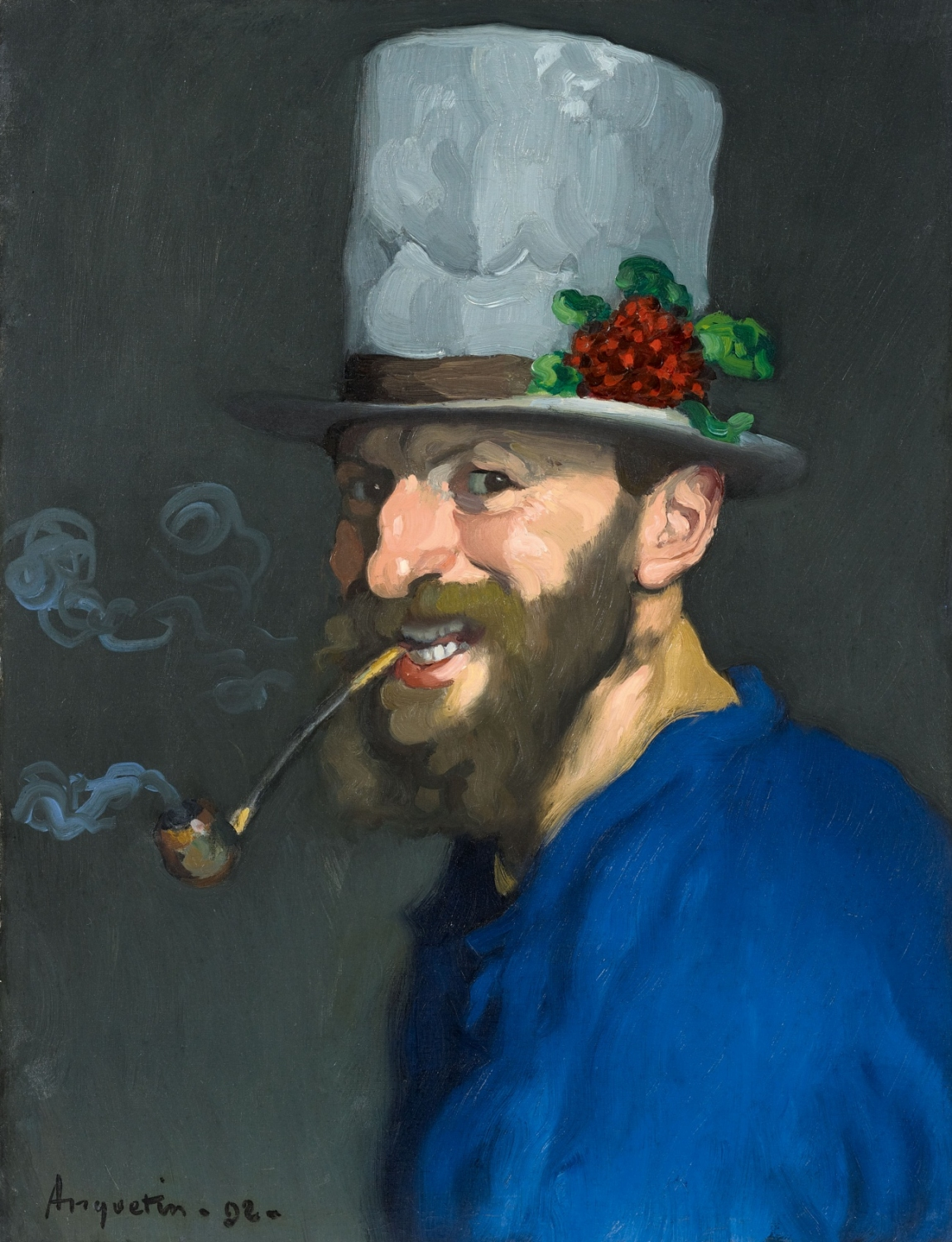
Louis Anquetin, autoritratto

## Esposizioni neiSalon
- 1881 - Riforma del Salon. Creazione della "Société des Artistes Français", esposizione al Palazzo dell'Industria
- 1884 - Fondazione della "Société des artistes indépendants"
- 1888 - a Bruxelles
- 1888 - Salon des Indépendants : Mostra di Anquetin
- 1889 - Scissione de la (S.A.F), Meissonnier e i dissidenti fondano la "Société Nationale des Beaux-Arts (S.N.B.A.)" che espose al Champ de Mars
- 1891 - Salon des Indépendants
- 1898 - Salon de la Société nationale des beaux-arts
- 1899 - Salon de la Société nationale des beaux-arts
- 1902 - Fondazione del "Salon d'automne"
- 1907 - Salon de la Société nationale des beaux-arts
- 1911 - Salon de la Société nationale des beaux-arts
- 1912 - Salon de la Société nationale des beaux-arts
- 1914 - Salon de la Société nationale des beaux-arts

## Mostre
- 1886 - 1887 Mostra permanente al Café le Tambourin, 62 avenue de Clichy
- 1887 - Café le Grand Bouillon, 43 avenue de Clichy (oggi Monoprix), organizzata da Van Gogh, con la partecipazione dei suoi amici
- 1889 - Esposizione universale di Parigi del 1889. Rifiutato, espone al Caffè Volpini
- 1891 - 32ª Esposizione municipale di Belle arti di Rouen
- 1891 - Mostra collettiva alla galleria Le Barc de Boutteville, 47 rue Le Pelletier
- dal 1894 al 1896 Anquetin non espose.
- 1897 - Mostra al ristorante Pierre Cubat, 25 avenue des Champs-Élysées
- 1898 - Gallerie Hessèle
- 1925 - Mostra dal 27 gennaio al 15 febbraio 1925 a Nizza

## Musei che espongono Anquetin
- Musée d'Orsay a Parigi: (Femme dans la rue) - (Portrait des frères Margueritte) - (La Course)
- Musée du Louvre: (Pégase cabré, ailes déployées, crinière au vent) - (Combat de cavaliers nus, armés de lances) - (Croquis d'un vieux cheval la tête basse)
- National Gallery, Londra: (Les Trois Grâces)
- Museo dell'Ermitage, San Pietroburgo: (Buste d'homme torse nu), (disegno)
- Fine Arts Museums of San Francisco: (Drumont et Vacher) - (Don Quichotte et Sancho Panca),  litografie
- Detroit Institute of Arts: (Marguerite Dufay), manifesto
- Galerie nationale d'Arménie: ( La Femme en bleu)
- Wadsworth Atheneum de Hartford, (Connecticut): (L'Avenue de Clichy à cinq heures)
- Museo dipartimentale Maurice Denis « Le Prieuré », a Saint-Germain-en-Laye, Yvelines: (Le Rond Point des Champs Élysées)
- Municipio di Tours
- Museo di Belle arti di Rouen: (Portrait de Paul Napoléon Roinard)
- Museo di Belle arti di Tournai, Belgio: (Portrait de jeune femme)

## Decorazioni e titoli
- Légion d'honneur
- A Étrépagny fu intitolato un collegio a suo nome

## Galleria d'immagini

### Figure femminili

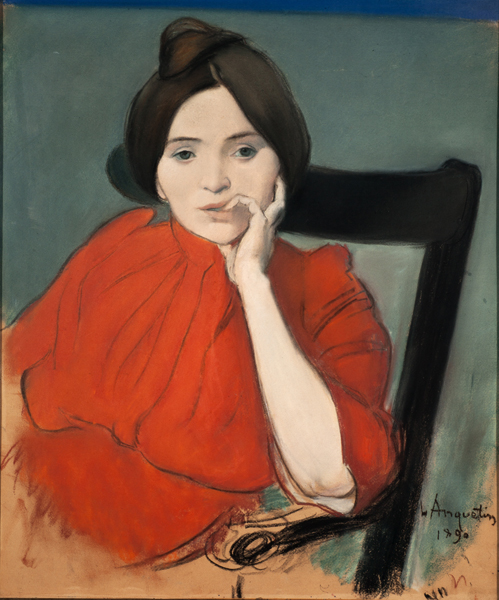
Studio di donna
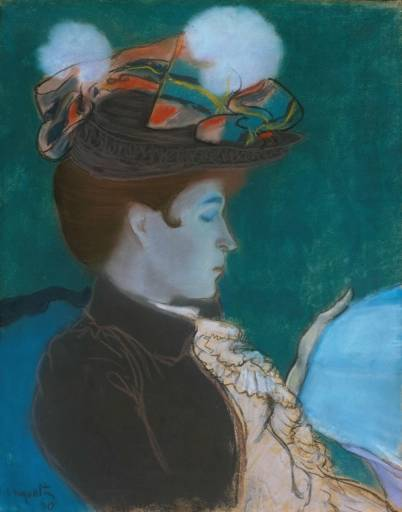
La lettura del giornale
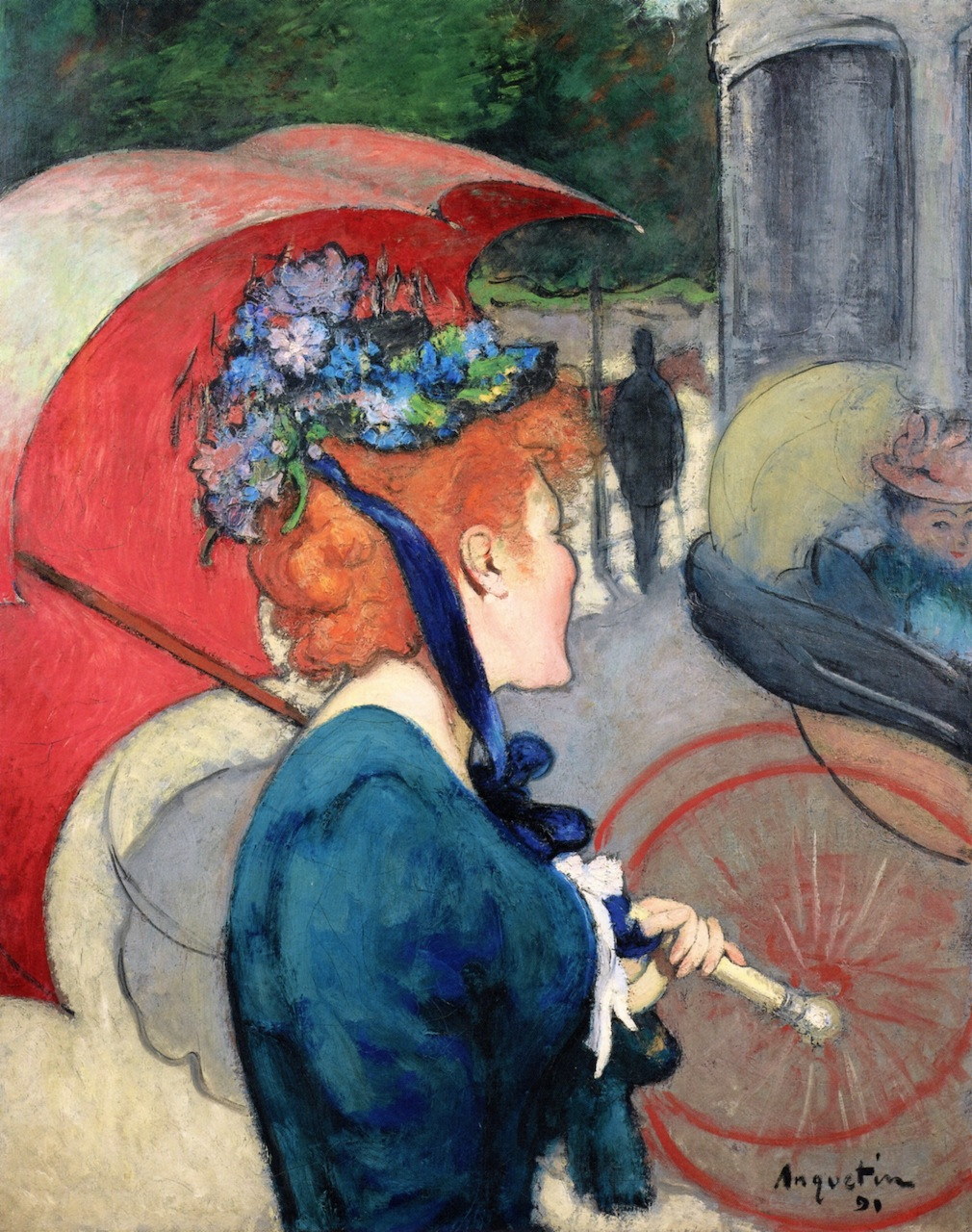
Donna con l'ombrello
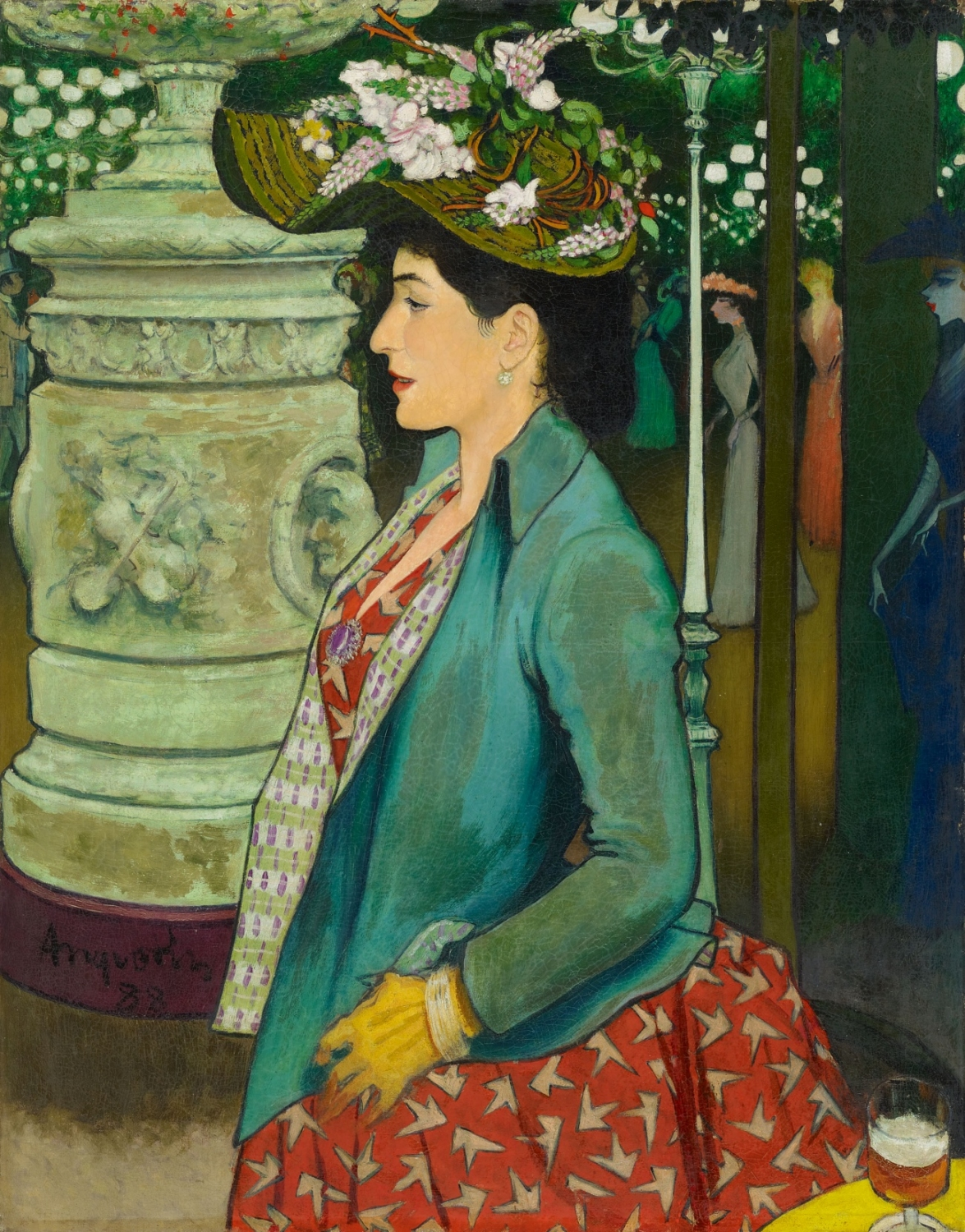
Al Ballo Mabille
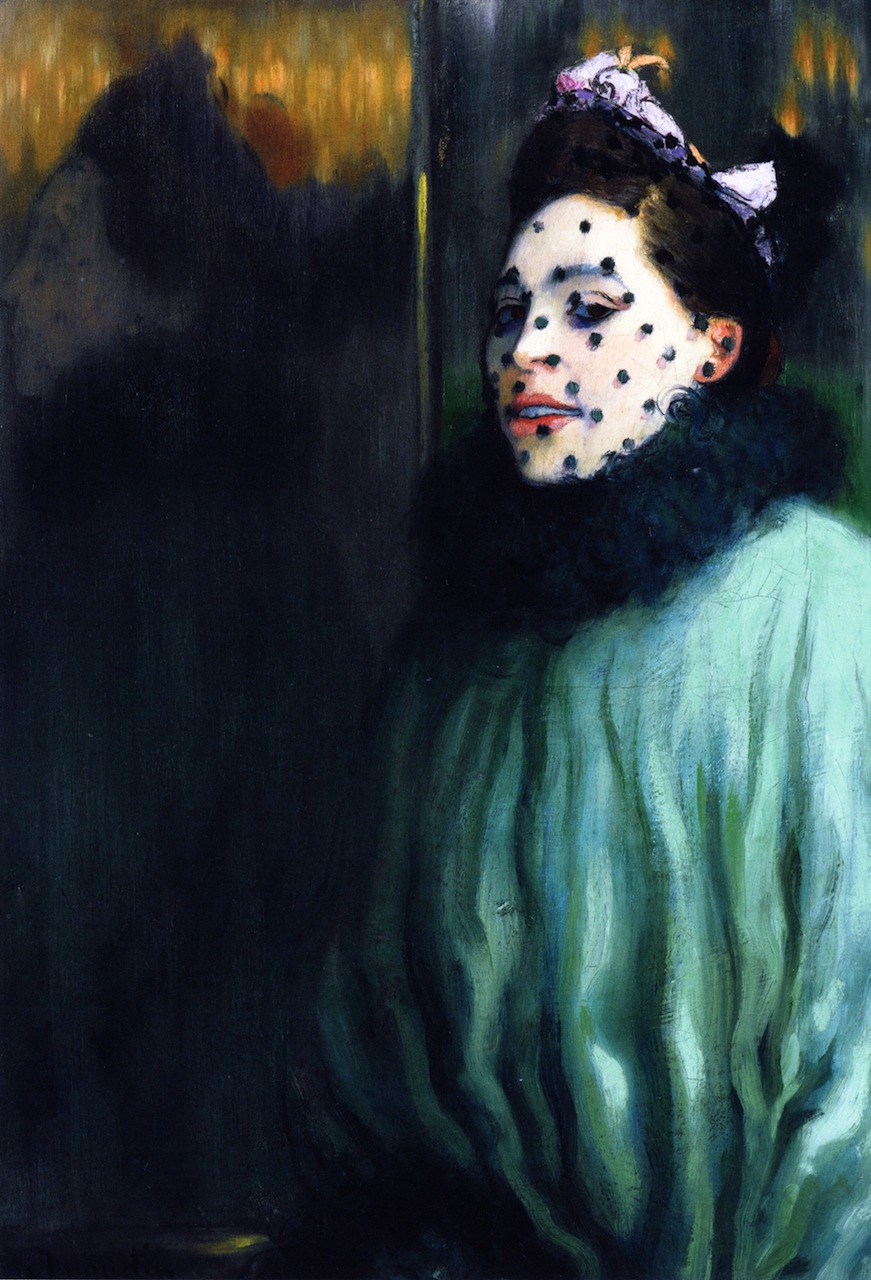
Donna con la veletta

### Vita notturna

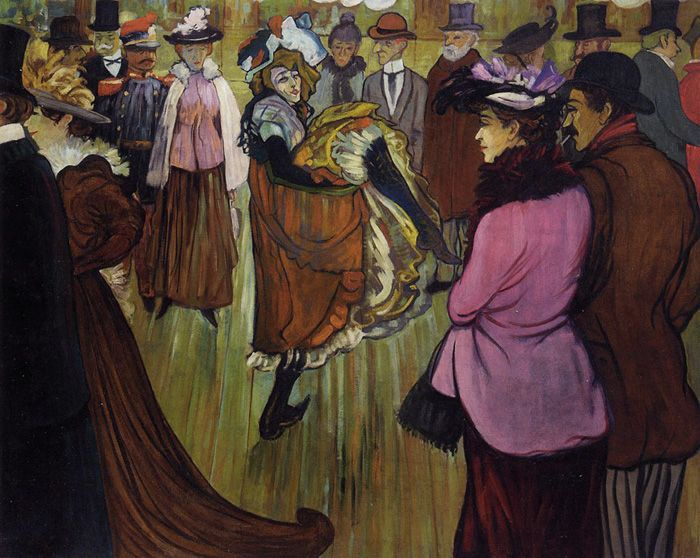
Al Moulin Rouge
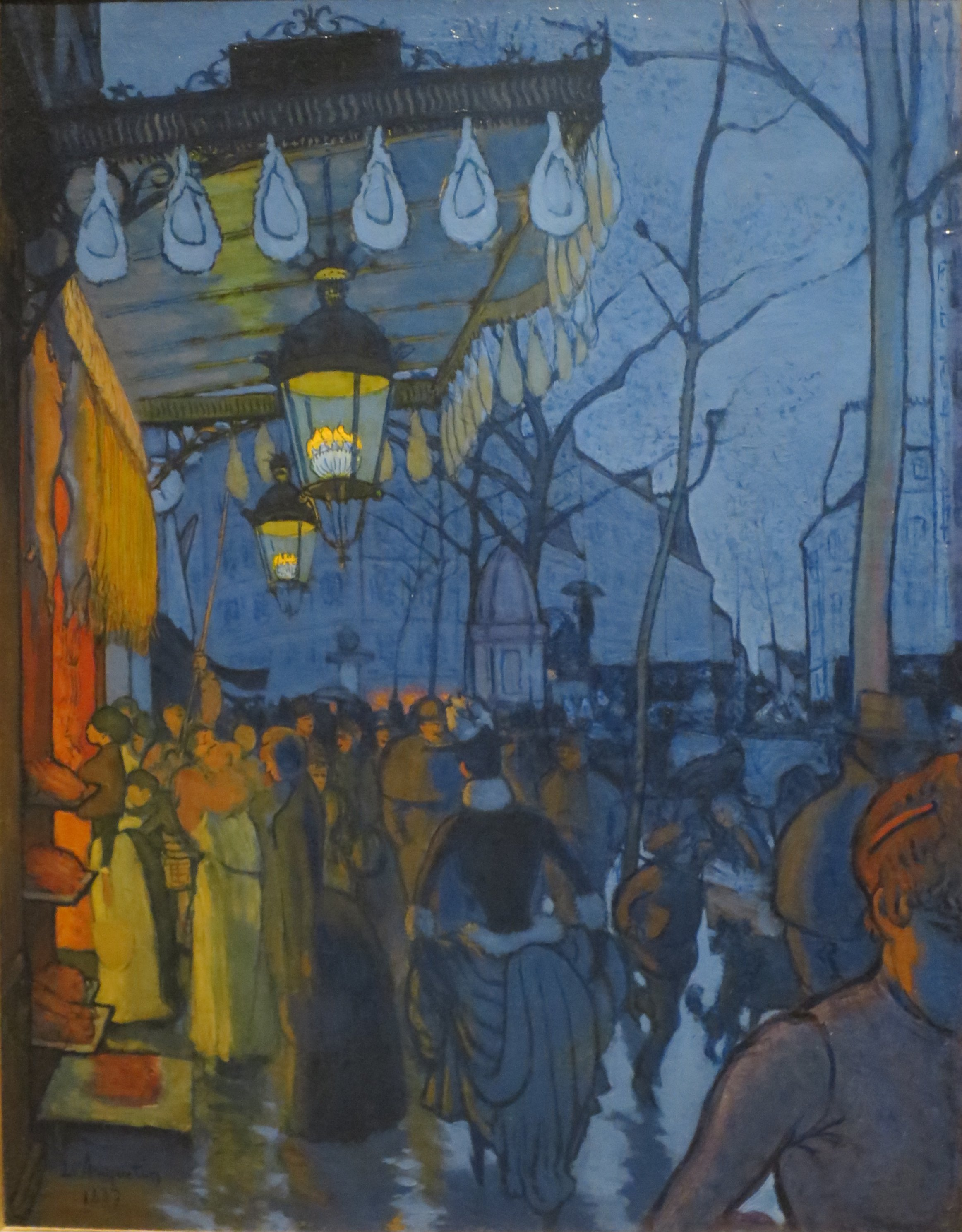
L'Avenue de Clichy alle cinque di sera
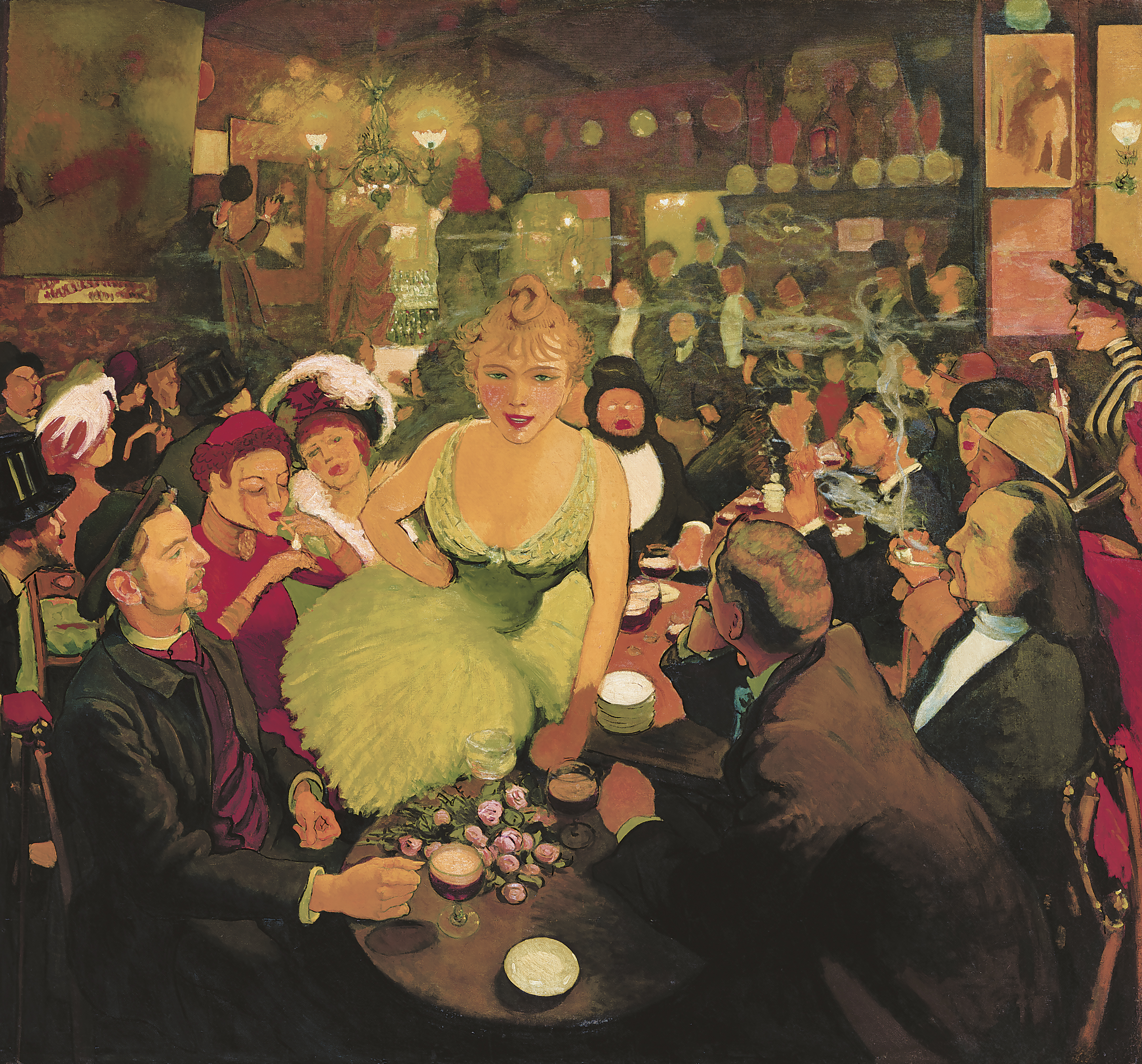
Da "Chez Bruant"
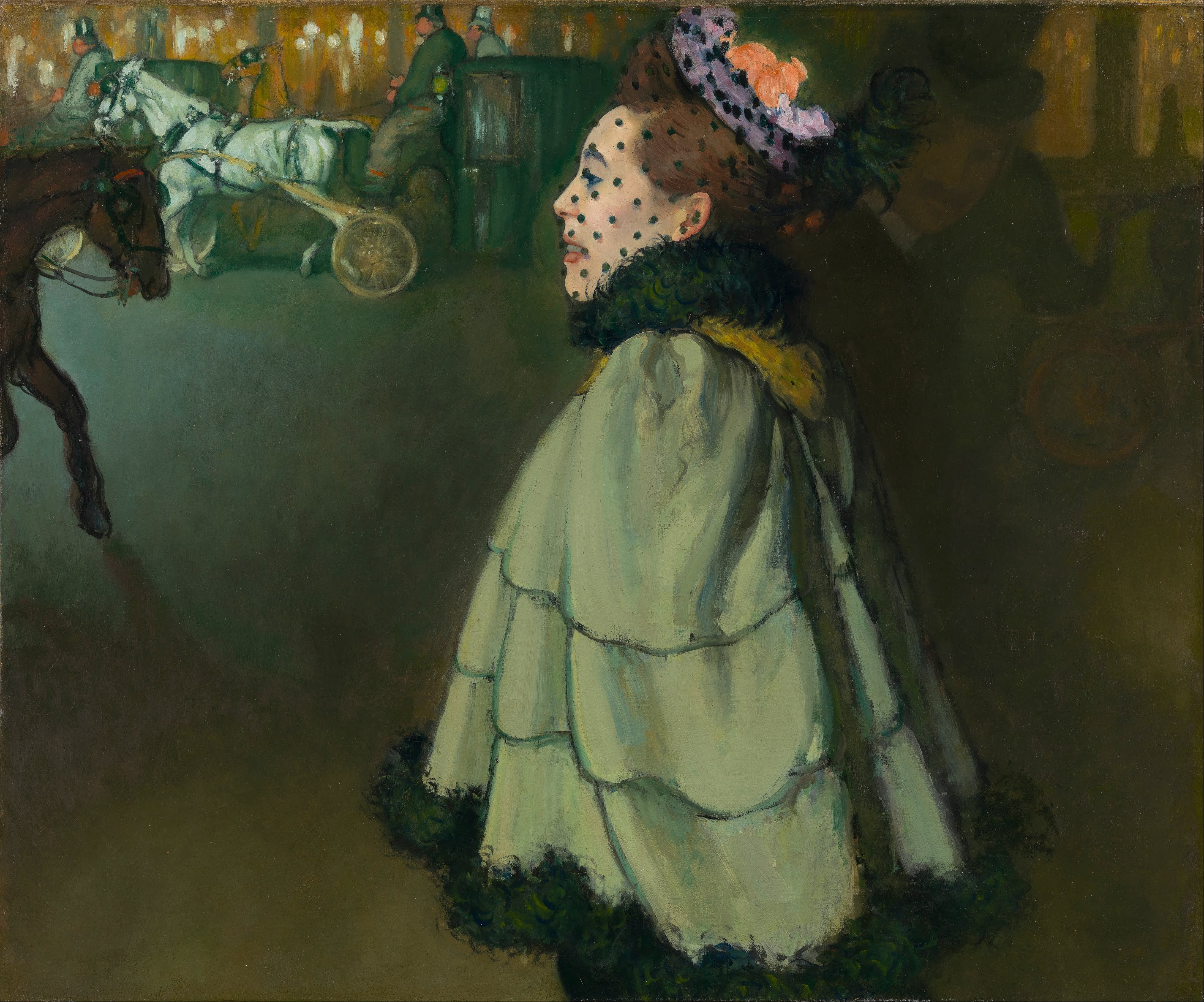
Sugli Champs-Élysées di notte